# Собор святого Егідія (Грац)
Собор Святого Егідія, собор Грац (нім. Der Grazer Dom) — католицька церква, розташована в місті Грац, Австрія. Церква святого Егідія є кафедральним собором єпархії Грац-Зеккау. Це один із значних історичних та архітектурних пам'ятників міста Ґрац і федеральної землі Штирії. Церква освячена на честь святого Егідія.

## Історія
Церква святого Егідія була побудована в XV столітті в готичному стилі. У 1438 році імператор Фрідріх III почав будівництво замку Граца. В цей же час почалося будівництво нової церкви, за планом архітектора Ганса Нізенбергера. У храмі знаходяться вигравіювані написи, які свідчать про етапи будівництва. У колишній ризниці вигравіюване число з абревіатурою «AEIOU 1438», у напівкупольному склепінні — «AEIOU 1450», в західному порталі — «AEIOU 1456», на вітражах підвального приміщення — «AEIOU 1464». 1 травня 1441 року імператор Фрідріх III відвідав місто Грац, щоб особисто взяти участь в освяченні храму святого Егідія.
До 1573 року церква святого Егідія була міською парафіяльною церквою. 1577 року парафію передалиєзуїтам. У 1615 році була побудована нова ризниця. У 1617—1667 роках до храму були прибудовані чотири каплиці. У 1678 році за церквою була побудована крипта, центральний вхід в яку був замурований в 1786 році. У 1853—1854 роках була зруйнована галерея, що з'єднувала церкву із замком Ґраца.
У 1786 році, після заснування єпархії Ґрац-Зеккау, церква святого Егідія стала кафедральним собором цієї католицької єпархії.
У 1962—1963 роках здійснювався ремонт внутрішнього простору храму за проектом архітектора Карла Раймунда Лоренца.

## Галерея

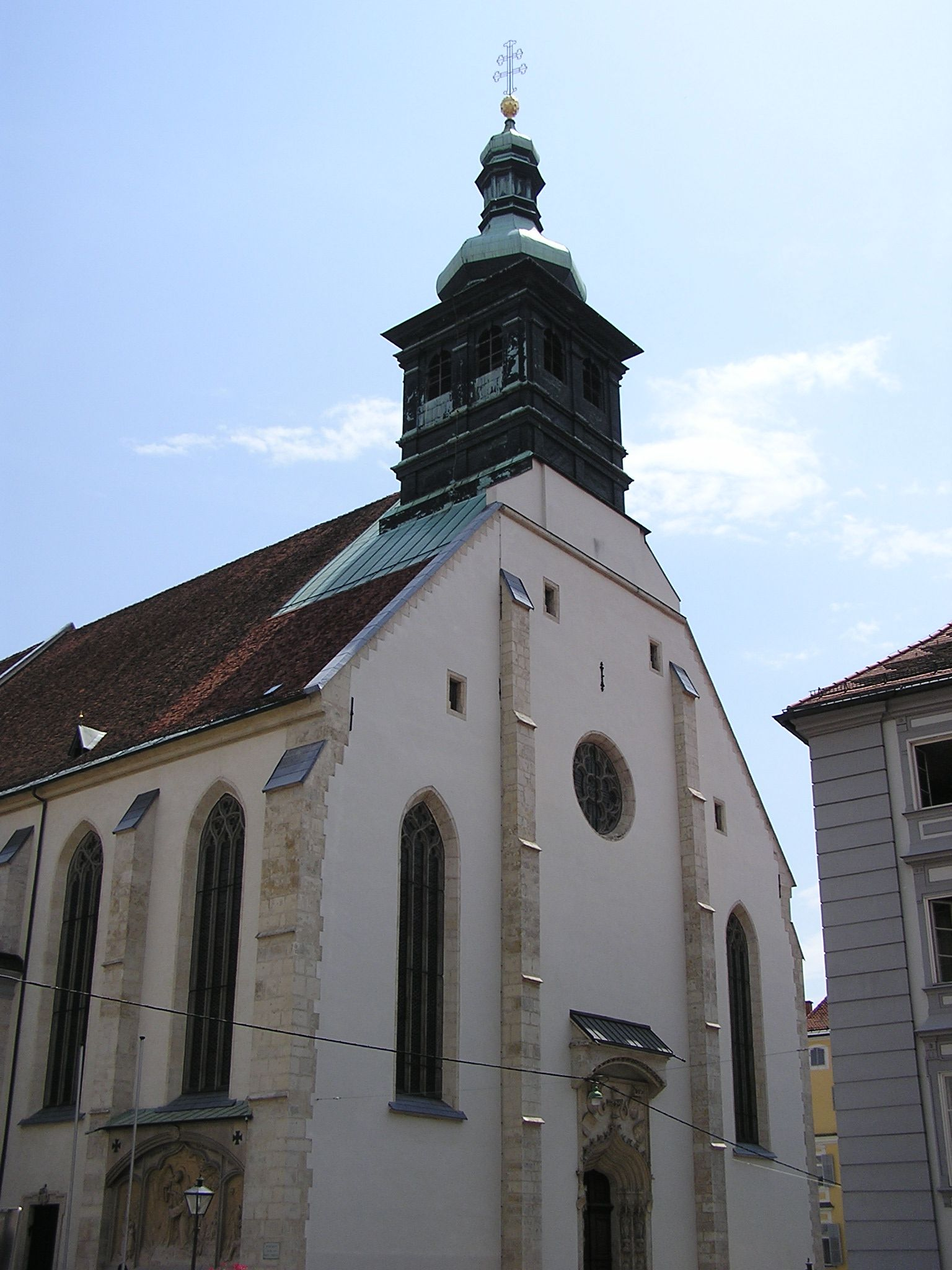
Собор святого Егідія, Ґрац, Австрія
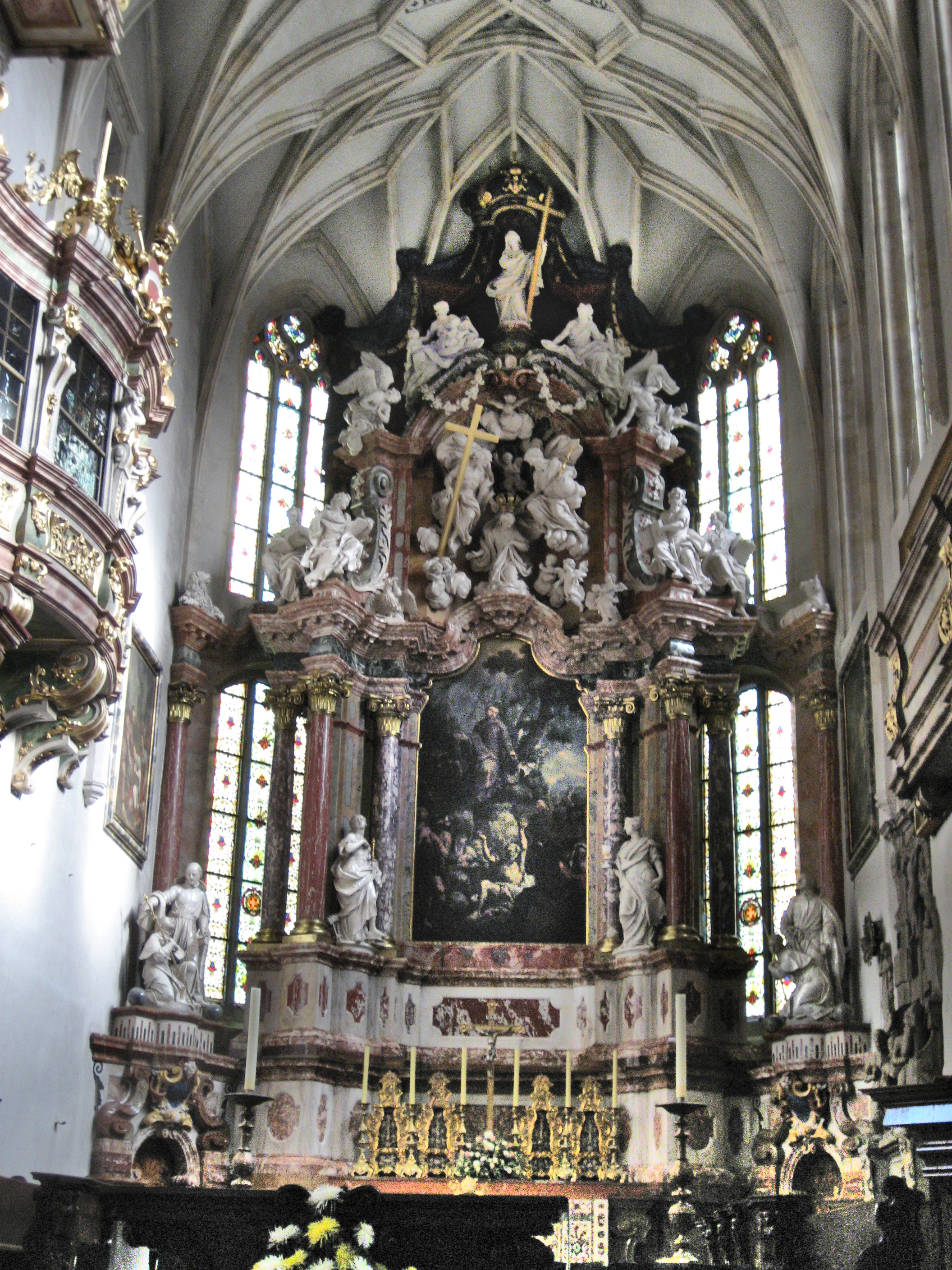
Бароковий вівтар